# Евангеличка црква у Новом Саду
Евангеличка црква у Новом Саду се налазу на углу улица Масарикове и Јована Суботића. Прве породице словачко-евангеличке вероисповести досељене су у Нови Сад почетком 19. века. Словаке као вредне раднике доводиле су са собом мађарске породице које су их упошљавале на разним служавским пословима (слуге у кући, најамници, коњушари). Будући да се радило о сиромашној заједници, Словаци су дуго вршили припреме око изградње свог храма. Верници су коначно сакупили довољно новца и упутили молбу Магистрату који издаје дозволу за градњу одређујући локацију за цркву на ондашњој Сењској пијаци. По пројекту Јозефа Цоцека градња цркве је завршена 1885. године. Црква је складних димензија, једнобродна са барокним торњем и троугаоним фронтоном на главној фасади што објекту даје стилске карактеристике прелазног доба барока у класицизам.  У звонику се налазе три звона, а 2023. године је замењен стари и неадекватни механизам за звоњење. У новембру 2024. су замењени сатни механизам, бројчаници и казаљке, тако да, по први пут од зиме 1943-44. године, сат опет показује тачно време.

### Олтар
Олтар цркве је изграђен комплетно од дрвета и над олтарском трпезом је проповедаоница по угледу на немачке олтаре тог типа (Kanzelaltar). Главна олтарска слика је Последња вечера сликана на стаклу по узору на истоимено дело Леонарда да Винчија, а на проповедаоници је истом техником рађена слика Исуса Христа. Са леве стране олтара стоји камена крстионица. 
У апсиди се налазе два витража из 1904. године, израђена у мајсторској радионици Шандора Попа у Сегедину, а дар су цркви Беле Амброзија (Béla Ambrózy) и Катарине Цербст (Katharina Zerbst). Северни витраж приказује немачког реформатора Мартина Лутера, док је јужни изворно приказивао његовог сарадника Филипа Меланхтона. Током Другог светског рата је јужни витраж оштећен и само је замењен обичним стаклом. Обновљен је тек 2004. године, али пошто није била сачувана ни једна слика или фотографија витража, уместо Меланхтона је стављена слика чешког реформатора Јана Хуса, по узору на слику Јан Хус на Сабору у Констанцу чешког сликара Вацлава Брожика а према идејној замисли тадашњег свештеника.

### Оргуље
Црква је опремљена оргуљама са једним мануалом и постављене су 1886. године. Рад су градитељске фирме Гебрудер Ригер (Gebrüder-Rieger) из Соснове (данашња Чешка Шлезија), која је опремила оргуљама многе цркве и концертне дворане Европе (нпр. Златна дворана Музикферајна у Бечу, Лондонски музички колеџ при Универзитету Западног Лондона...). Оргуље су једноставне грађе, са једним 16', четири 8' и два 4' регистра, но упркос томе имају продоран звук. Опремљене су са два колектива за брзу и лаку промену динамике. Све свирале оргуља су оригиналне и очуване. 2023. је генерално поправљен мех, чиме су оргуље добиле на динамици.

### Словачка евангеличка парохија
Словачка евангеличка парохија у Новом Саду основана је 1811. године и за првог свештеника је постављен Јурај Тешењи (Juraj Tešéni). Од 1821. године се службено воде и матичне књиге. Парохију су заједно чинили новосадски Словаци и Немци. Од свог настанка, па све до краја прве четвртине 20. века, међу немачким и словачким члановима је било трвења. Немачка парохија се осамосталила тек 1927. године, али имовина између две парохије никада није подељена.
Прва имовина парохије је била кућа у данашњој Шафариковој улици, коју је купио Словак Андреј Бенда, месар из Петроварадина. Са једне стране куће је био стан за свештеника, а са друге стан за учитеља, иза којег се налазила и учионица, која се користила и као капела. Недељне службе су се служиле на словачком језику, након њих и на немачком, али само у случају да се окупио довољан број верника. Повечерја су се служила само на словачком. У јуну 1848. године, током бомбардовања Новог Сада са Петроварадинске тврђаве је кућа изгорела са свим матичним књигама и црквеним документима. Једино је неоштећена остала штала коју су верници преуредили у капелу. Свештеник Габриел Белохорски се посветио градњи нове, пригодне цркве за евангеличку заједницу у Новом Саду, те је од многих европских евангеличких и реформатских цркава молио за помоћ, а са тим циљем је био и на XXXI заседању Друштва Густава Адолфа (Gustav-Adolf-Werk) у Франкфурту 1877. године. Прикупљена су значајна средства, а град Нови Сад је парохији даровао плац за цркву и глину за печење 390.000 цигли. Градња је започета 1884. године, а цркву је 30. маја 1886. осветио бискуп Бањског дистрикта др Густав Себерењи. Тада је дограђен и парохијски дом у данашњој улици Вука Караџића (данас КУД „Павел Јозеф Шафарик”). Парохијски дом су својим средствима изградили словачки верници, док су цркву заједнички подигли са немачким верницима. По подели парохије на словачку и немачку парохију 1927. године, десно од цркве изграђена је зграда за канцеларију и стан немачког свештеника. У току Другог светског рата зграду је присвојио локални огранак Гестапоа. 
По Другом светском рату, свештеник Золтан Ендрефи (Zoltán Endreffy) који је служио на немачком и словачком, као и свештеник немачке парохије Фридрих Морнау (Friedrich Mornau) су напустили Нови Сад, одневши са собом већину постојиећих матичних књига, а имовину немачке парохије је држава конфисковала као ратну репарацију, тако да и до данас власништво над зградом цркве деле словачка парохија и град Нови Сад. До 1947. парохија је била без свештеника, тако да је лаичке Службе Божје, као и функцију кантора, обављао учитељ Јан Стрехарски (Ján Strehárski). По уставу цркве, Нови Сад је био под ингеренцијом бискупа, па је 1947. бискуп Штарке поставио Јураја Струхарика (Juraj Struhárik) као бискупског администратора, а по измени устава, он је постао и редовни парох.
1957. године основан је и Олтарски кружок жена, који успешно функционише до данашњих дана. На иницијативу новоизабраног бискупа Струхарика, исте године је у Нови Сад трајно пресељено седиште бискупије Словачке евангеличке цркве. 1964. године се приступило изградњи зграде бискупије на парцели новосадске парохије, те је тако и парохија добила у згради парохијску канцеларију, салу за састанке и стан за свештеника. 
Сакрални објекат - црква, темељно је обновљена током друге половине деведесетих година двадесетог века када је у склопу уређења ентеријера, уведено и подно грејање у црквени објекат.
Данас парохија окупља око 600 верника из Новог Сада, а парохији припадају филија Бегеч (од 2024. године, претходно је Бегеч био филија гложанске парохије), као и дијаспора Тител (од 1948). Службе на словачком језику се држе редовно недељом и празницима у 10 часова пре подне, са повечерјима о пригодним празницима (Бадње вече, грађанска Нова година, Богојављење, Зелени четвртак итд.) у 17 часова увече.

#### Свештеници словачке парохије Нови Сад
| Године    | Свештеник                    | Напомене                                                                      |
| --------- | ---------------------------- | ----------------------------------------------------------------------------- |
| 1811-1813 | Јурај Тешењи ()              |                                                                               |
| 1813-1818 | Михал Сламај и [?] Фалуба () | лаици-левити                                                                  |
| 1818-1820 | Матеј Амбрози ()             | од 1819. године па све до 1833. надзорник парохије је био Павел Јозеф Шафарик |
| 1820-1826 | Штефан Лешка ()              |                                                                               |
| 1826-1832 | Павел Макоњи ()              |                                                                               |
| 1834-1845 | Самуел Хајноци ()            |                                                                               |
| 1845-1849 | Карол Јесенски ()            |                                                                               |
| 1852-1860 | Имрих Јесенски ()            |                                                                               |
| 1860-1863 | Људовит Пивко ()             |                                                                               |
| 1864-1918 | Габриел Белохорски ()        |                                                                               |
| 1918-1919 | Штефан Злох ()               |                                                                               |
| 1919-1927 | Јан Фабри ()                 |                                                                               |
| 1930-1940 | Игор Бранислав Штефаник ()   |                                                                               |
| 1941-1944 | Золтан Ендрефи ()            |                                                                               |
| 1947-1966 | Јурај Струхарик ()           | 1947-1948. као администратор; 1948-1966. као парох (од 1957. и као бискуп)    |
| 1966-1968 | Милан Штрба ()               | као бискупски администратор                                                   |
| 1973-1976 | Ондреј Пећковски ()          | као бискупски администратор                                                   |
| 1976-1989 | Павел Андрашик ()            | као бискупски администратор до 1981. када је изабран за пароха                |
| 1989-1992 | Андреј Беређи ()             | бискуп, као администратор парохије                                            |
| 1992-1993 | Штефан Ухљик ()              |                                                                               |
| 1993-1994 | Андреј Беређи ()             | бискуп, као администратор парохије                                            |
| 1994-2021 | Владимир Обшуст ()           |                                                                               |
| 2021-     | Бранислав Куљик ()           |                                                                               |

## Галерија
- Олтар са проповедаоницом (црвено рухо олтара)
- Олтар са проповедаоницом (зелено рухо олтара)
- Поглед на олтар са балкона
- Витраж Мартина Лутера
- Оргуље